# Titu
Titu est une ville du județ de Dâmbovița en Munténie, dans le sud de la Roumanie, au nord-ouest de Bucarest. 